# Красноармейская правда
«Красноармейская правда» — ежедневная газета Политуправления Реввоенсовета Западного фронта СССР. Ныне газета Министерства обороны Республики Беларусь «Белорусская военная газета. Во славу Родины».
Первый номер вышел 22 июня 1921 года. Под таким названием она просуществовала до конца Великой Отечественной войны. В 1947 году с № 247 газета Белорусского военного округа начала именоваться «Во славу Родины».

## История
Столетний путь газеты неразрывно связан с историей развития всей армейской печати, с боевой жизнью и деятельностью войск Западного, 3-го Белорусского фронтов и Краснознаменного Белорусского военного округа". Непосредственными же предшественницами газеты «Красноармейская правда» были армейские газеты Западного фронта во время Гражданской войны, начавшие выходить в 1919—1920 годах. Это «Окопная правда», «Красная Звезда», «Красноармеец» и «Воин революции», которые с 20 сентября 1920 года стали издаваться политотделом Запасной армии, стоявшей в Смоленске, и политуправлением Западного фронта.
Весной 1921-го с окончанием боев армейские газеты начали сворачивать свою деятельность. И политуправление фронта приступило к созданию новой фронтовой красноармейской газеты.
22 июня 1921 года вышел первый номер «Красноармейской правды» — органа Реввоенсовета Западного фронта. Первым редактором газеты был назначен Родион Константинович Шукевич-Третьяков — государственный и партийный деятель Белоруссии, журналист, литературный критик.
Западный фронт впоследствии был преобразован в Западный военный округ, а затем — в Белорусский военный округ. Соответственно менялся и подзаголовок газеты.
Выходя в Смоленске, «Красноармейская правда» поддерживала тесные связи с местными литераторами. В 1925 году в ней было напечатано стихотворение Михаила Исаковского «У нас в деревне».
В 1926—1927 гг. здесь начинает печататься Александр Твардовский. Активно сотрудничал с редакцией служивший тогда в одной из воинских частей Кондрат Крапива — впоследствии видный белорусский писатель.
Перед самой войной в сентябре 1939 г. редакция и типография «Красноармейской правды» переехали из Смоленска в Минск, в здание в Коммунальном переулке, рядом с будущим Минским суворовским военным училищем.
В газете «Красноармейская правда» началась первая публикация «Василия Тёркина» Александра Твардовского 4 сентября 1942 года.
22 июня 1941 г. был выпущен экстренный номер «Красноармейской правды», известивший о вероломном нападении фашистов на СССР.
24 июня, после массированного налета вражеской авиации на Минск, редакция перешла в спецпоезд. Через несколько дней он попал под бомбежку и сгорел. Лишившись полиграфической базы, газета не прекратила выход — она печаталась в Могилеве и Смоленске, на станции Касня под Вязьмой. Только 29 июля редакция получила новый поезд.
В 1942—1943 гг. «Красноармейская правда», кроме русского, выходила на узбекском, туркменском, таджикском и казахском языках. Здесь работали известные советские писатели Алексей Сурков, Вадим Кожевников, Евгений Воробьев, Михась Лыньков, художник Орест Верейский.
В составе Западного, а с апреля 1944 года 3-го Белорусского фронта «Красноармейская правда» дошла до Кенигсберга. А в конце 1947 г. газета стала выходить под новым названием — «Во славу Родины».
Белорусский писатель и журналист Сергей Климкович на основе исторических сведений, собранных в военных архивах Беларуси и России, создал книгу «Военкоров смелых огненные строки». В книге описана история возникновения и развития газеты «Красноармейская правда».
В конце 1947 г. газета стала выходить под новым названием — «Во славу Родины».
Редактор газеты — полковник Фоменко Яков Михайлович
С 22.02.1968 г. ордена Красной Звезды газета Краснознаменного Белорусского военного округа «Во славу Родины».
13 марта 1968 г. ордена Красной Звезды газете Краснознаменного Белорусского военного округа «Во славу Родины» вручено Красное Знамя.
С обретением Беларусью независимости и созданием национальных Вооруженных Сил газета «Во славу Родины» стала печатным органом Министерства обороны Республики Беларусь.
8 мая 2004 года газета получила новое наименование «Белорусская военная газета. Во славу Родины».
С 09.02.2009 г. государственное учреждение "Редакция ордена Красной Звезды газеты «Белорусская военная газета. Во славу Родины» реорганизовано путём присоединения учреждения «Редакция журнала „Армия“» Министерства обороны Республики Беларусь и редакции сайта Министерства обороны, и переименовано в государственное учреждение "Военное информационное агентство Вооруженных Сил Республики Беларусь «Ваяр».
Руководство: начальник военного информационного агентства Вооруженных Сил Республики Беларусь «Ваяр» — полковник Жилюк Сергей Алексеевич.
Заместитель начальника агентства — главный редактор (печатных СМИ) — подполковник Холод Александр Леонидович
В газете «Во славу Родины» продолжительное время трудились Л. А. Хахалин, А. И. Белошеев, С. С. Матлин, А. П. Лепшей, Д. Д. Колбасов, П. С. Огуй, А. Е. Коваль, A.M. Шульгин, П. С. Сафронов, Я. Е. Фридман, М. А. Маракулин, М. М. Плехов, М. Н. Родионов, В. П. Можаров, Г. Д. Громыко, Ю. Н. Прокофьев, А. Е. Дрозд, Н. И. Косаренко, М. И. Булкин, Б. В. Устинов, Н. С. Воронцов, Н. И. Грицан. Многие из ветеранов газеты работали и после увольнения в запас. В их числе Н. В. Погребняк, Д. А. Киргетов, Н. А. Архипов, А. Н. Сысоев, М. В. Гурьев, П. М. Скитов, М. В. Кусмарцев, И. Е. Скаринкин, Н. И. Тараненко, И. С. Алексанов, П. С. Ерошенко, Н. П. Жданов, М. И. Кругман, А. Я. Капилов. Бывшие сотрудники газеты М. И. Калачинский, Г. А. Попов, П. А. Хорьков, П. Ф. Приходько, Н. Н. Еремушкин являлись членами Союза белорусских писателей.
В 2010 году газета вошла в мировой электронный инфокиоск прессы, а в 2019 году на сайте издания появилась электронная подписка vsr.mil.by . Теперь на издание можно подписаться в любой точку планеты. И у нас есть постоянные подписчики в Бельгии, Швеции, США, Канаде, Афганистане, Германии и десятке других стран мира. А статьи военных журналистов теперь печатаются не только в газете, но и размещены в крупнейших социальных сетях.

## Редакторы газеты
Начиная с 1944 года, должности редакторов газеты «Во славу Родины» занимали:
Редакторы
- полковник Фоменко Яков Михайлович — 13.05.1944 — 1947
- полковник Бочаров Николай Георгиевич — 1948—1952
- полковник Чурносов Андрей Игнатьевич — 1953—1955
- полковник Акулов Петр Васильевич — 1956—1959
- полковник Осика Алексей Петрович — 1959—1970
- полковник Маяков Василий Васильевич — 1970—1974
- полковник Трихманенко Виктор Федорович — 1974—1979

Ответственные редакторы
- полковник Косаренко Николай Иванович — 1979—1983
- полковник Холодков Виталий Михайлович — 1983—1986
- полковник Рассеко Яков Игнатьевич — 1986—1988
- полковник Дидык Анатолий Титович — 1988—1989
- полковник Соколовский Григорий Васильевич — 1989—1999 (с ноября 1992 года главный редактор)

Главные редакторы
- полковник Пинчук Валерий Николаевич — 1999—2005
- полковник Захаренко Леонид Андреевич — 2005—2007
- полковник Александров Владимир Юрьевич — 2007—2013 (с 2009 года заместитель начальника агентства — главный редактор (печатных СМИ))

Заместители начальника агентства — главные редакторы (печатных СМИ)
- полковник Кандраль Игорь Владимирович — 2013—2021
- полковник Холод Александр Леонидович — 2021 — настоящее время

## Награды
- Орден Красной Звезды (Указ Президиума Верховного Совета СССР от 22 февраля 1968 г.)